# 喬治·惠特曼
喬治·惠特曼（英語：George Whitman，1913年12月12日—2011年12月14日），生於美國新澤西州東奧倫治（East Orange），巴黎左岸莎士比亞書店（Shakespeare and Company）的經營者。2006年，法國政府頒發法蘭西藝術與文學軍官勳位（Officier des Arts et Lettres）的頭銜給他，以表彰他長期贊助文學及藝術的行為。

## 生平
喬治·惠特曼生於美國新澤西州東奧倫治（East Orange），出生後不久就隨其家庭就搬到麻塞諸塞州塞勒姆。
他跟敲打派詩人（Beat poets）傑克·凱魯亞克和艾倫·金斯堡生活在同一個時代，熱中於文學與旅行。1951年8月，喬治·惠特曼在巴黎聖母院對面，開了一間英文書店，名為密斯托拉(Le Mistral)。他在店中，擺放了床舖，供旅行者與作家暫住。1962年，雪維兒·畢奇（Sylvia Beach）過世，喬治·惠特曼買下她書店中的藏書，於1964年，將店名重新命名成莎士比亞書店（Shakespeare and Company），繼承了雪維兒·畢奇的書店名稱。

## 外部連結
- 官方网站